# Vanessa virescens
Vanessa virescens är en fjärilsart som beskrevs av Groenendijk 1966. Vanessa virescens ingår i släktet Vanessa och familjen praktfjärilar. Inga underarter finns listade i Catalogue of Life.